# (28980) Chowyunfat
(28980) Chowyunfat est un astéroïde de la ceinture principale.

## Description
(28980) Chowyunfat est un astéroïde de la ceinture principale. Il fut découvert le 15 juin 2001 à l'observatoire Desert Beaver par William Kwong Yu Yeung. Il présente une orbite caractérisée par un demi-grand axe de 2,29 UA, une excentricité de 0,19 et une inclinaison de 6,4° par rapport à l'écliptique.
Il est nommé d'après l'acteur hong-kongais Chow Yun-fat.